# Wypukłość obligacji
W finansach wypukłość obligacji jest miarą nieliniowości zmiany ceny obligacji w zależności od stóp procentowych.

## Obliczanie wartości wypukłości
Wartość wypukłości dla danej obligacji można wyznaczyć z następującego wzoru:
{\displaystyle C={\frac {1}{2}}\left(\sum _{t=1}^{n}\left(t(t+1)C_{t}/(1+YTM)^{t}\right)\right)/\left(P(1+YTM)^{2}\right)}
Gdzie: {\displaystyle C} – wypukłość, {\displaystyle C_{t}} – dochód z tytułu posiadania obligacji uzyskany w {\displaystyle t}-tym okresie, {\displaystyle YTM} – stopa dochodu w okresie do wykupu (ang. yield to maturity), {\displaystyle P} – wartość obligacji, {\displaystyle n} – liczba okresów.
Obliczenie wypukłości dodatkowo upraszcza się dla obligacji zerokuponowej:
{\displaystyle C={\frac {n(n+1)}{2}}\cdot {\frac {1}{(1+YTM)^{2}}}}

## Własności wypukłości
W związku z tym, że wartość obligacji także jest funkcją {\displaystyle YTM} wyznaczenie wypukłości dla realnych obligacji może być problematyczne. Można wykazać jednak szereg analitycznych własności convexity przy zmianie jednego z parametrów obligacji.
- Im niższe oprocentowanie obligacji, tym większa wypukłość obligacji (przy równych stopach dochodu i równej długości okresu do wykupu)
- Im wyższe oprocentowanie obligacji, tym większa wypukłość obligacji (przy równych stopach dochodu i równych zmodyfikowanych czasach trwania)
- Im dłuższy okres do terminu wykupu, tym większa wypukłość obligacji (przy równych stopach dochodu i równym oprocentowaniu)
- Im niższa stopa dochodu w okresie wykupu (YTM), tym większa wypukłość obligacji
- Im dłuższy średni termin wykupu, tym większa wypukłość obligacji